# Cosma Spessotto
Cosma Spessotto (ur. 28 stycznia 1923 w Mansuè, zm. 14 czerwca 1980 w San Juan Nonualco) – włoski zakonnik, franciszkanin, męczennik, błogosławiony Kościoła katolickiego.   

## Życiorys
Urodził się 28 stycznia 1923 w Mansuè, w prowincji Treviso i diecezji Vittorio Veneto, jako trzecie z dziesięciorga dzieci Vittorio Spessotto i Giuseppiny Zamuner, rolników pracujących na roli. W gospodarstwie, w którym się urodził, mieszkało pięć rodzin: jego ojciec i bracia oraz rodzice (dziadkowie Sante) Andrea i Rosa. Został ochrzczony dwa dni po urodzeniu w wiejskim, kościele parafialnym. Wszyscy w jego rodzinie uczęszczali do parafii, ale pierwsze nauki religijne otrzymał od Marii, niezamężnej ciotki, która uczyła dzieci w domu doktryny chrześcijańskiej i modlitw. Pierwszą Komunię Świętą przyjął w wieku pięciu lat, a sakrament bierzmowania w wieku dziewięciu lat.
Od momentu przystąpienia do pierwszej Komunii Świętej eucharystia stała się fundamentem jego życia: prawie codziennie uczestniczył we mszy Świętej wraz z ciotką Marią, kilkoma siostrami i kuzynami oraz ojcem, odmawiając z nimi po drodze różaniec. Po przyjęciu komunii św. kontynuował swoje dziękczynienie dłużej niż inni. Proboszcz parafii, zauważając jego zapał, zaproponował mu udział w spotkaniu formacyjnym w Oderzo, razem z innymi młodymi mężczyznami. Sante był tak zachwycony, że zaraz po powrocie do domu powiedział rodzinie, że chce zostać księdzem. Ubóstwo rodziny nie pozwoliło mu jednak na podjęcie studiów w seminarium diecezjalnym.
W następnym roku w Mansuè odbyła się misja ludowa, którą głosili Bracia Mniejsi z klasztoru i sanktuarium Matki Bożej w Motta di Livenza. Podczas spotkania poświęconego dzieciom brat kaznodzieja zapytał: "Kto z was słyszy w swoim sercu głos Pana, który wzywa go, aby został zakonnikiem i kapłanem ?". Zaraz po zakończeniu spotkania podszedł do księdza i zapytał: 

Ile pieniędzy potrzebuję, aby zostać mnichem?

Kapłan odpowiedział: 

"Potrzebujesz dobrej woli, aby zostać księdzem i pójść za Panem".

3 września 1935, po decyzji swoich rodziców, Sante rozpoczął okres próbny w klasztorze w Lonigo. Przez następne cztery lata uczył się w gimnazjum: nie brakowało mu dobrych chęci. 16 września 1939 został przyjęty do nowicjatu. W końcu złożył swoje świeckie ubranie, aby przywdziać habit i otrzymał nowe imię: Brat Kosma, na cześć świętego męczennika i lekarza. Następny rok spędził w klasztorze San Pancrazio w Barbarano, po czym 17 września 1940 r. złożył pierwszą profesję zakonną. Wraz z innymi braćmi uczniami musiał kilkakrotnie zmieniać siedzibę z powodu II wojny światowej: po piątej klasie gimnazjalnej, którą odbył w klasztorze św. Antoniego Padewskiego w Gemona del Friuli, przez pierwsze dwa lata szkoły średniej uczęszczał do klasztoru w Padwie, San Francesco Grande, a trzeci i ostatni rok nauki odbywał w klasztorze San Bernardino w Weronie.
W czasie wojny młodzi bracia musieli ponownie zmienić swoją siedzibę: z San Vito al Tagliamento, gdzie osiedlili się w 1944 przenieśli się do Motta di Livenza, a stamtąd do Wenecji, do San Francesco della Vigna.
Brat Cosma również miał problemy zdrowotne z powodu choroby wrzodowej żołądka. Operowano go najpierw w szpitalu w San Vito al Tagliamento, gdzie wówczas mieszkał, a następnie w Motta di Livenza. Po powrocie do zdrowia złożył profesję wieczystą 19 marca 1944.
Wreszcie 27 czerwca 1948 przyjął święcenia kapłańskie w bazylice Madonna della Salute w Wenecji, przez nałożenie rąk przez kardynała Adeodato Piazza, patriarchę Wenecji.
W 1953 został przeniesiony jako koadiutor do parafii św. Jana Chrzciciela w San Juan Nonualco, niedaleko od swojego poprzedniego miejsca zamieszkania. Przybył 18 października, zaskakując parafian z dwóch powodów: ponieważ miał na sobie habit, co czyniło go natychmiast rozpoznawalnym jako syna św. Franciszka, oraz ponieważ jechał motocyklem, a więc trzeźwym środkiem transportu. Dopiero po pewnym czasie i po wypadku przekonał się do kupna jeepa, pod warunkiem, że będzie to jeep używany. Podobnie jak to uczynił w San Pedro Nonualco, gdzie wyposażył kościół w pięć nowych dzwonów, specjalnie sprowadzonych z Vittorio Veneto, o. Cosma podjął się odbudowy kościoła i plebanii, które po trzęsieniu ziemi w 1933 r. zostały zbudowane z kiepskich materiałów, a w każdym razie nie były stabilne. Z dniem 1 stycznia 1957 został mianowany proboszczem tej samej parafii.
4 października 1979 został mianowany wikariuszem biskupim dla departamentu La Paz w Salwadorze, a 3 marca 1980 po śmierci swojego brata ks. Nilo Cucchiaro, proboszcza parafii Santa Lucia w Zacatecoluca, został powołany na jego następcę. Wierni z San Juan Nonualco byli niezadowoleni, podobnie jak on sam, ale starał się ich uspokoić. W swojej nowej parafii napotkał wiele trudności, począwszy od ekscesów niektórych grup modlitewnych, podczas gdy w całym kraju nadal dochodziło do zabójstw księży, katechetów i wiernych.
14 czerwca 1980 dwóch mężczyzn z częściowo zakrytymi twarzami i w perukach weszło do kościoła przez główne drzwi: jeden zatrzymał się w połowie drogi, drugi poszedł w kierunku mnicha. Zawołała go po imieniu, a gdy się odwrócił, zastrzeliła go z karabinu maszynowego. Dwaj zabójcy natychmiast uciekli, gdy zobaczyli w kościele dwie siostry zakonne i ministranta. Ksiądz Filiberto Dal Bosco, który miał odprawić następną mszę św. o godz. 19.00 i był w zakrystii, aby nałożyć szaty liturgiczne, natychmiast pośpieszył i udzielił rozgrzeszenia pod pewnymi warunkami, ale do tego czasu ksiądz Cosma został śmiertelnie ranny. Wielu wiernych, stawiając czoła niebezpieczeństwu, natychmiast przybyło do kościoła. Władze cywilne, te same, które zleciły zabójstwo, pojawiły się pół godziny później, aby zorganizować sekcję zwłok. Ciało ojca Kosmasa zostało około północy przewiezione do kościoła św. Łucji, ponieważ ciało św. Jana musiało zostać ponownie konsekrowane z powodu świętokradztwa. Pogrzeb odbył się tam 16 czerwca pod przewodnictwem bpa Pedro Arnoldo Aparicio, biskupa San Vicente, koncelebrowany przez dwóch biskupów i około czterdziestu księży.

## Beatyfikacja
14 czerwca 2000 rozpoczął się jego proces beatyfikacyjny. 26 maja 2020 papież Franciszek podpisał dekret uznający jego męczeństwo. 22 stycznia 2022 podczas uroczystej mszy w stolicy Salwadoru Cosma Spessotto wraz z trzema innymi męczennikami został beatyfikowany i ogłoszony błogosławionym Kościoła katolickiego.
Jego wspomnienie liturgiczne obchodzone jest 10 czerwca.